# Danny Driver
Danny Driver (* 1977) ist ein englischer Pianist.

## Leben und Wirken
Driver studierte an der Cambridge University bei Alexander Kelly und Piers Lane und am Royal College of Music in London bei Irina Zaritskaya und nahm privaten Unterricht bei Maria Curcio. 2001 gewann er den Royal Over-Seas League Competition Keyboard Award und war Gewinner der BBC 2 Young Musician of the Year Competition. Er trat mit namhaften britischen, amerikanischen und chinesischen Orchestern und unter der Leitung von Dirigenten wie Andrew Litton, Richard Farnes, Martyn Brabbins, Rebecca Miller, Rory Macdonald, Christopher Warren-Green, James Macmillan, Bramwell Tovey, Alexander Shelley und Mario Venzago auf, war zweimal Gast der Proms und gab Konzerte u. a. in der Wigmore Hall, bei BBC Radio 3, bei Music Toronto, im Museum of Fine Arts in Montreal und dem Musée de l’Orangerie in Paris.
Als Kammermusiker trat Driver u. a. beim Australian Chamber Music Festival, dem Bard Music Festival, dem Birdfoot Music Festival, dem Eilat Chamber Music Festival, dem Cayman Arts Festival und dem Festival O/Modernt in Stockholm auf. Zu seinen regelmäßigen Kammermusikpartnern zählen die Geigerin Chloë Hanslip und der Cellist Oliver Coates, mit dem Bariton Christian Immler gab er Rundfunkkonzerte beim Deutschlandradio und Radio France. Beim Label Hyperion Records spielte er Werke von Carl Philipp Emanuel Bach, Georg Friedrich Händel, Robert Schumann, Mili Balakirew, York Bowen, Benjamin Dale, Erik Chisholm, Amy Beach, Dorothy Howell und Cécile Chaminade ein. Driver ist mit der amerikanischen Dirigentin Rebecca Miller verheiratet.

## Weblink
- Homepage von Danny Driver